# Turtagrø
 (juin 2024).
Si vous disposez d'ouvrages ou d'articles de référence ou si vous connaissez des sites web de qualité traitant du thème abordé ici, merci de compléter l'article en donnant les références utiles à sa vérifiabilité et en les liant à la section « Notes et références ».
Turtagrø est un hôtel situé au pieds du massif de montagne de Hurrungane, dans la commune de Luster du comté de Vestland en Norvège. Le premier hôtel est construit en 1888 par le guide de montagne Ola Berge, et la même année, un deuxième hôtel est construit à proximité par Ole Øiene. À partir de cette période, Turtagrø devient une des places centrales de l'alpinisme naissant en Norvège. En particulier, William Cecil Slingsby utilise le lieu comme base lors de ses ascensions d'Hurrungane. En 1911, les deux hôtels fusionnent lorsque le propriétaire du premier achète celui de Ole Øiene. En 1938, la route de montagne de Sognefjellet est achevée, augmentant la fréquentation des lieux. La même année, l'association norvégienne d'alpinisme Norsk Tindeklub construit son propre refuge près d'Hurrungane, réduisant l'important de l'alpinisme pour l'hôtel de Turtagrø. Le dirigeant de l'hôtel ouvre la première école d'alpinisme du pays en 1962, mais celle-ci s'arrête en 1975.
En 2001, le bâtiment principal de l'hôtel brûle et est reconstruit dans un style plus moderne en 2002.

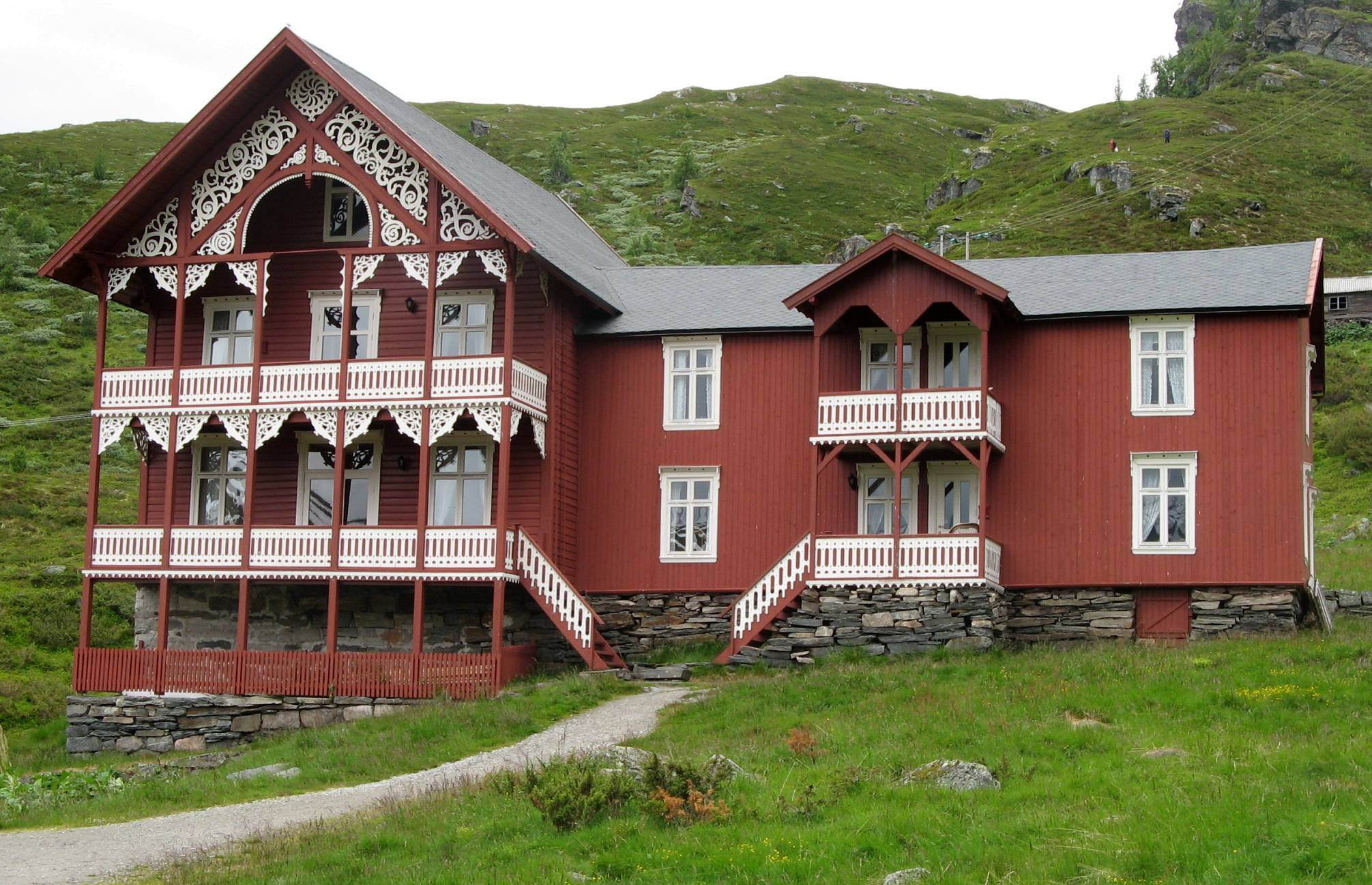
L'hôtel construit par Ole Øiene.
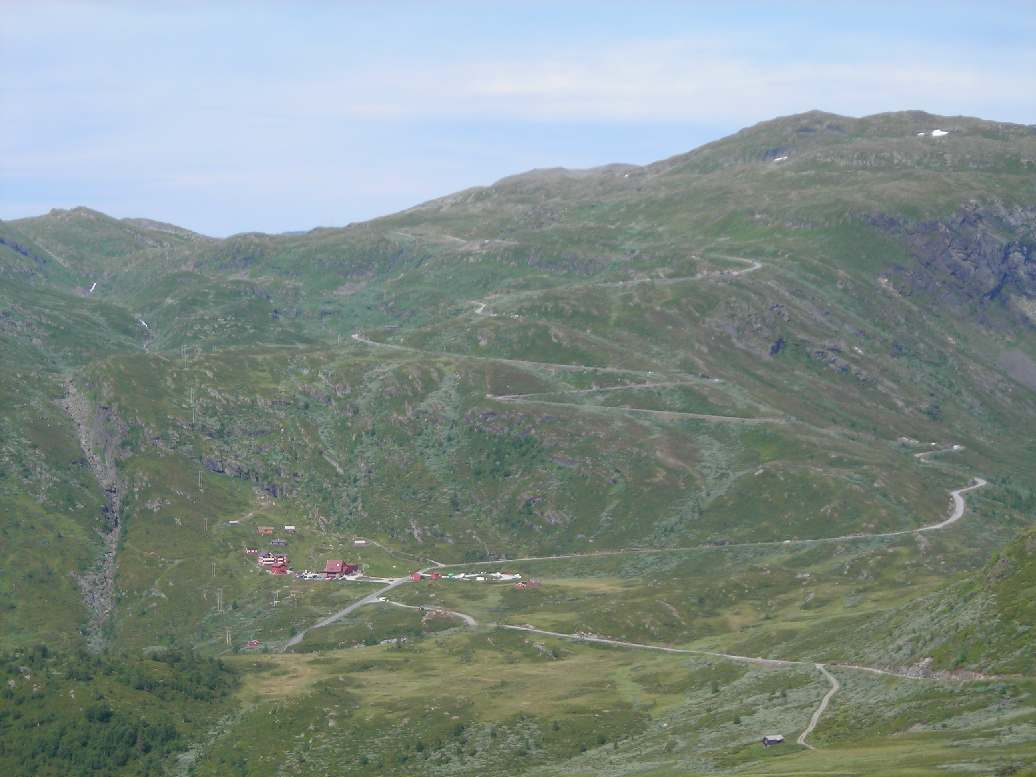
L'hôtel et la route de Sognefjellet.